# 弗農森特鎮區 (明尼蘇達州布盧厄斯縣)
弗農森特鎮區（英語：Vernon Center Township）是位於美國明尼蘇達州布盧厄斯縣的一個行政鎮區。

## 地方資料
弗農森特鎮區的面積為92.00平方千米，當中陸地面積為92.00平方千米，而水域面積為0.00平方千米。根據2020年美國人口普查的數據，當地共有人口250人，而人口密度為每平方千米2.72人。